# Kalachnikov RPK
Pour les articles homonymes, voir Kalachnikov.
Le Kalachnikov RPK est un fusil-mitrailleur soviétique adopté en 1960 et produit de 1961 à 1978.
Résultant de l'ajout d'un canon allongé avec bipied repliable et d'une crosse renforcée en bois (en forme de hachoir) à un fusil d'assaut AKM-59, il remplace à l'époque comme arme de soutien le RPD vieillissant.

## Équipement

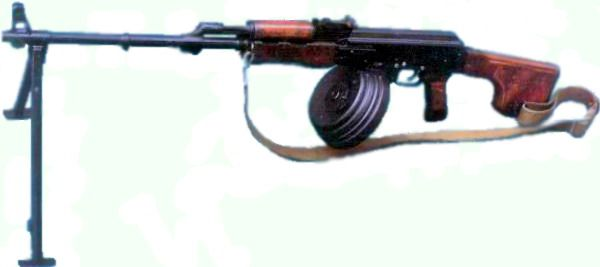
Muni d'un chargeur tambour garni, le RPK pèse environ 6,8 kg.

Le RPK peut être équipé soit d'un chargeur de 40 cartouches, soit d'un chargeur de type "camembert" de 75 cartouches. Il peut aussi recevoir celui des AK-47/AKM de 30 coups.
Pour équiper ses parachutistes et fantassins motorisés, l'Armée rouge mit en service un RPKS doté d'une crosse repliable. Cette version para du RPK mesure ainsi 82 cm avec sa crosse repliée pour 6,1 kg avec un chargeur de 40 coups garni.

## Variantes étrangères
Le RPK fut moins copié que l'AK-47 mais certains pays du Pacte de Varsovie ou influencés par Moscou l'ont fait.

### Corée du Nord et Nord-Vietnam
Les Arsenaux Nord-coréens inventèrent un RPK à canon démontable et carcasse en acier forgé, le Fusil-Mitrailleur Type 64.Il mesure 105 cm avec un canon de 59 cm pour une masse de 5,5 kg.
Ses plans de fabrication sont fournis au Vietnam du Nord. Devenu ainsi le FM TUL-1, il fut principalement utilisé par le Viêtcong  durant la Guerre du Viêt Nam (1964-1975).

### Europe orientale
La Roumanie (Mitrailleuse calibre 7,62) et la Bulgarie (RKKS pour les militaires nationaux ou LMG/LMG-F vendue aussi en 5,56 mm OTAN par Arsenal Ltd pour l'exportation) produisirent une copie fidèle du RPK largement exportée au Moyen-Orient. De même, la RDA fabriquait le LMG-K (pour LeichtMaschinenGewehr Kalashnikow : mitrailleuse légère Kalachnikov) pour équiper la NVA. De même l'Armée albanaise utilisa le FM ASH-78 Tip-2 de fabrication nationale.

### Finlande
La société finnoise déclina son fusil RK 76 (évolution du RK 62) en FM (tirant la 7,62 mm M43 ou la 5,56 mm OTAN. Affichant 106 cm de long pour 6 kg à vide, celui-ci reprend les hausses et guidon du modèle soviétique mais en diffère par ses garnitures en plastique noir. Sa variante semi-automatique, destinée initialement à la police, est visible entre les mains d'Arnold Schwarzenegger dans Commando.

### Yougoslavie
Quant à la firme yougoslave Zastava, elle offre la plus large gamme de fusils-mitrailleurs issus de l'AK-47. Les premiers furent les Zastava M65', une version locale du RPK en 7,62x39, carcasse en acier forgé. Ils furent rapidement remplacés par les LMG M72.B1/AB1, identiques aux RPK/RPKS et bâtis sur carcasse du M70.B1 (ramenant la longueur totale  du M72AB1 à 76,5 cm contre 1 025 cm pour le M72B1). Ces F-M peuvent recevoir une lunette à vision diurne ou infrarouge. 
Pour l'exportation furent créés les LMG M77 (7,62 OTAN) et LMG M80 (5,56 mm OTAN).
Le fabricant opta pour le maintien de la crosse d'origine de l'AK-47. Certaines versions ont même un canon changeable.

### Irak
Le M72B1 yougoslave fut copié par les arsenaux irakiens sous le nom d'Al Quds.

## Utilisateurs

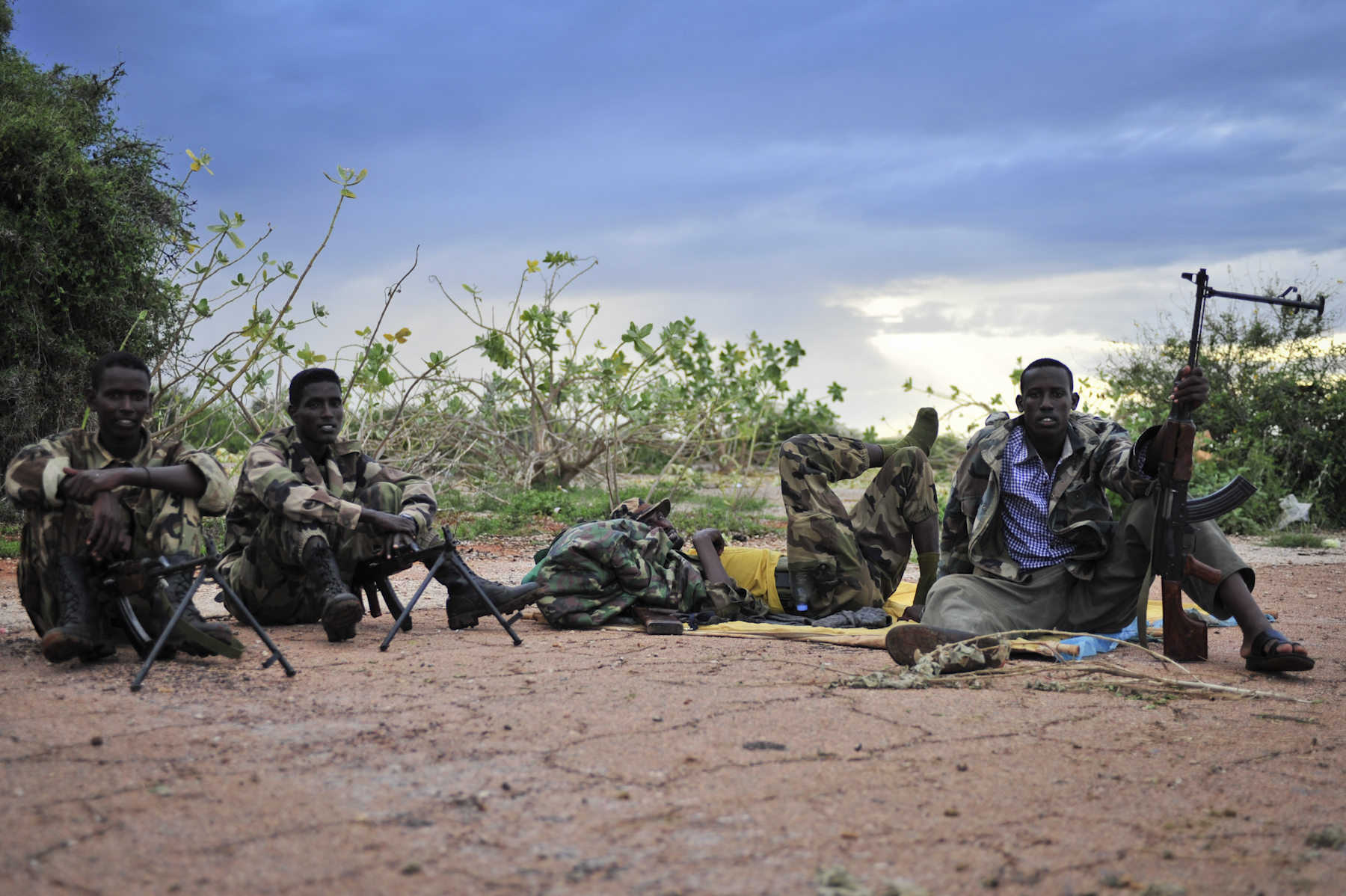
Soldats ougandais de la Mission de l'Union africaine en Somalie armés de RPK.

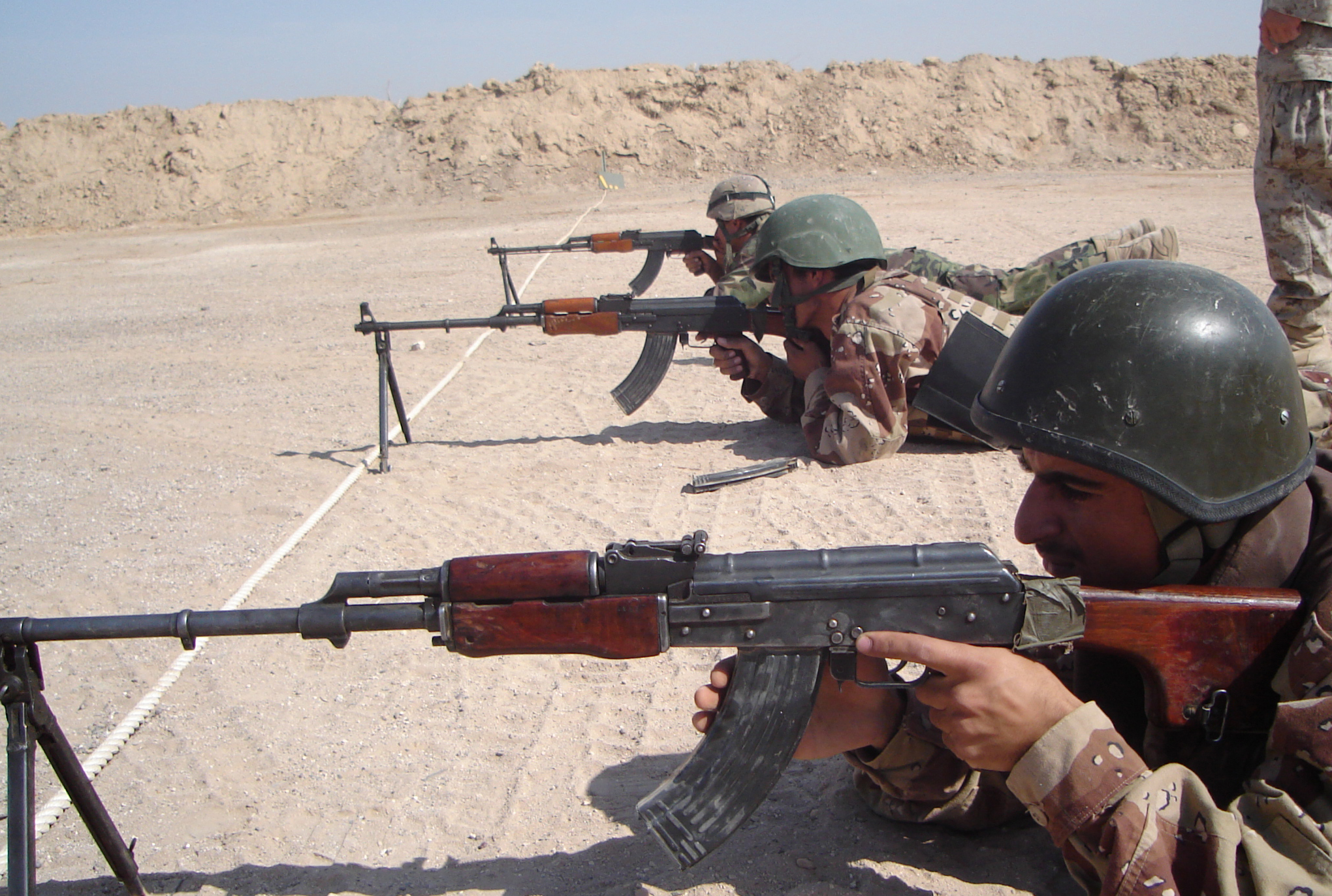
Des soldats irakiens avec un RPK durant un entraînement durant la Seconde Guerre du Golfe. L'Armée régulière utilisa aussi, comme ses adversaires, les Zastava M72 et F-M Al-Quds durant la Première puis la Seconde guerre civile irakienne.

Parmi les utilisateurs anciens et actuels du RPK (et de ses copies et variantes) se trouvent notamment les soldats des pays suivants :
- Afghanistan Emploi par les Armée nationale afghane, Police nationale afghane et  les Talibans.
- Albanie
- Allemagne de l'Est
- Algérie
- Angola
- Bosnie-Herzégovine Surplus des guerres de Yougoslavie
- Communauté des États indépendants Surplus de l'Armée rouge
- Cuba
- Corée du Nord
- Croatie Surplus des guerres de Yougoslavie
- Bulgarie
- Cambodge
- Géorgie Emploi dzes RPK et RPK-74 par l'Armée géorgienne lors de la Guerre de 2008 contre la Russie.
- Égypte
- Irak : Fabrication locale sous le nom de  Mitrailleuse Al-Quds
- Iran
- Hongrie
- Laos
- Liban
- Kosovo Emploi du Zastava M72 issu des surplus de la guerre du Kosovo
- Palestine Emploi des RPK et Zastava M72 par les Forces de sécurité palestiniennes.
- Macédoine Surplus des guerres de Yougoslavie dont  Zastava M72
- Mali
- Mongolie
- Monténégro Surplus des guerres de Yougoslavie dont  Zastava M72
- Mozambique  Utilisé par les FRELIMO et RENAMO (armes de prise) lors de la Guerre civile.
- Namibie SWAPO
- Ouganda
- Palestine Combattants de l'OLP et du FPLP, puis policiers.
- Pologne
- Rhodésie du Sud Combattants de la ZANLA  et soldats de l'Armée rhodésienne lors de la Guerre du Bush.
- Roumanie
- Russie
- Serbie : Fabrication locale sous le nom de  Zastava M72+ surplus des
- Slovénie Surplus des guerres de Yougoslavie  dont Zastava M72
- Somalie : Diverses factions lors de la Guerre civile somalienne.
- Union soviétique RPK et RRPK-74.
- Vietnam
- Royaume-Uni /  États-Unis /  Afrique du Sud (sociétés militaires privées)
- Zimbabwe

On le retrouve aussi aux mains de groupes terroristes et de mouvements rebelles :
- Al-Qaïda
- Armée de libération du Kosovo
- État islamique
- Forces démocratiques syriennes
- Front de libération de l'Azawad
- Front national de résistance
- Hamas
- Hay'at Tahrir al-Sham
- Hezbollah
- Houthis
- Hachd al-Chaabi
- PKK
- Somaliland : Pirates en mer Rouge.

Depuis les années 1960, le RPK a participé à de nombreux conflits en Asie (guerre du Viêt Nam), au Moyen-Orient (Conflit israélo-arabe, Guerre du Liban et Guerre civile syrienne) et en Afrique (Guerre civile algérienne, Guerre du Mali et Conflit tchado-libyen  en raison de son faible prix et/ou générosité de Moscou). La révolution roumaine de 1989 et les Guerres de Yougoslavie (1991 à 1995) et russo-ukrainienne ont vu son emploi en Europe.